# آرتیستون
آرتیستون یا آرتیستونه سومین دختر کوروش بزرگ و ملکه کاساندان بود. او خواهر کمبوجیه، بردیا، آتوسا و روشنک بود که در بین سال‌های ۵۳۵ تا ۵۳۸ پیش از میلاد به دنیا آمد.

## نام‌شناسی
آرتیستون یا آرتیستونه اسم شخص زنانهٔ پارسی، تنها به شکل یونانی Artystōnē ارتیستونه و شکل ایلامی Ir-da-iš-du-na و Ir-taš-du-na می‌باشد که گواهی شده است. این گونه‌های غیرایرانی، منعکس کنندهٔ نام پارسی باستان Rtastūnā «ستون ارته (=راستی خدای‌وار شده یا راستی و درستی)» هستند.

## زندگی
از نوشته‌های هرودوت برمی‌آید که آرتیستونه یکی از دختران کوروش بزرگ و در نتیجه خواهر آتوسا بود که با داریوش بزرگ ازدواج کرد. آرتیستونه مادر ارته‌زوستر و آرشام و گئوبروه (گبریاس) بود. الواح تخت جمشید نشان می‌دهند که او مالک چندین کاخ در نقاط مختلفی در سراسر پارس بوده است؛ و برخی سهمیه‌های گواهی شده در همان الواح، گویای آنند که آرتیستون، که دو بار du-uk-ši-iš «شاه‌دخت» خوانده شده، ضیافت‌های باشکوهی را، نه به ندرت، گاه همراه با پسرش آرشام، ترتیب می‌داده است. کمرون لوحی منتشر ساخته است که فرمانی از داریوش بزرگ به تاریخ آوریل ۵۰۶ پ. م در خود دارد مبنی بر این که صد کشتی به آرتیستونه دختر کوروش بزرگ اعطا شود که بی گمان هم نام آرتیستونه همسر خودش است. آرتیستونه همسر داریوش بزرگ دو پسر برای او آورد: آرشام فرمانده نیروهای عرب و اتیوپیایی و گوبریاس فرمانده نیروهای کاپادوکیایی و سوری.
به نظر می‌رسد که آرتیستون درکنار ملکه آتوسا، سوگلی (همسر محبوب) داریوش بوده، چنانچه هرودوت گزارش داد که داریوش فرمان ساخت تندیسی زرین از او را داده بود. در گل‌نبشته‌های ایلامی‌زبان تخت‌جمشید، بارها از آرتیتسون گزارش شده و به املاک فراوان، کارگران و جیره‌هایی که گویا برای برپایی ضیافت‌های بزرگ داشته بود، اشاره گردیده است.
او همراه با آتوسا، رته‌بامه و آپاکیش جزو چهار زن خانواده شاهی است که اسمش در لوح‌های گلی هخامنشی ثبت شده است.